# Cenél nEógain
Cenél nEógain es el nombre de los descendientes de Eógan mac Néill, hijo de Niall de los nueve rehenes, que fundó el reino de Tir Eógan en el siglo V. Comprende gran parte del actual Condado de Tyrone, así como partes de los condados de Londonderry, Donegal, Fermanagh, Monaghan y Armagh.
Entre los descendientes de Eógan se incluyen personajes como Hugh O'Neill, Felim O'Neill de Kinard, Owen Roe O'Neill, Patrick O'Neill, Hugh Dubh O'Neill, Hugh McShane O'Neill o Conn O'Neill

## Árbol genealógico
```
   
Fergal mac Maele Duin

   |
   |___________________
   |                  |
   |                  | 
   
Áed Allán
      
Niall Frossach

   |                  |
   |                  |
   
Mael Duin
      
Áed Oirdnide

   |                  |
   |                  |____________________________________________ 
   
Murchad
            |                                           | 
                      |                                           |
                   
Niall Caille
                               
Mael Duin

                      |                                           |   
    __________________|_______________________                    |
    |                                        |                    
Murchad

    |                                        |                    |
    
Áed Findliath
                        Flaithbertach            |
    |                                        |                    
Flaithbertach
 
    |___________________                     | 
    |                 |                      Ualgarg 
    |                 |                      | 
    
Domnall
       
Niall Glúndub
? 
    |                    (see below)         
Aed Ua hUalgairg

    |
    |__________________________________________________
    |          |                 |                   |
    |          |                 |                   |
    Conchobar  
Fergal
        
Flaithbertach
         Flann
    |          |                 |  
    |          x                 |
    |          |                 Mael Ruanaid  
    |  
Murchad Glun re Lar
                | 
    |                                     |
    |                              Mael Sechnaill
    |________________________           | 
    |               |      |            |______________
    |               |      |            |             |
    Flaithbertach   Tadg   Conn         |             |
                                        
Niall
     Lochlainn
                                        |
                    ____________________|____
                    |            |         |  
                    |            |         | 
                 
Domnall
        
Aed
     
Donnchad
```

```
   
Niall Glúndub

   |
   |_________________________________________________
   |                                                |
   |                                                | 
   
Muirchertach mac Néill
                                 Conaig
   |                                                |
   |______________________                          |
   |                    |                           Domnall
   |                    |                           |
   
Flaithbertach
    
Domnall ua Néill
                | 
                        |                           
Fergal

   _____________________|_____________________
   |                    |               |
   |                    |               |
   Muiredach            
Aed
        Muirchertach
   |                                    |
   |                                    |
   Lochlainn                        
Flaithbertach Ua Néill

                                        |    
                                        |
                                       
Aed

                                        |
                                        |
                                       
Aed In Macaem Toinlesc Ua Neill

                                        |
                     ___________________|___________
                     |                             |
                     |                             |
                     
Aed Meith
                Niall Ruad
                       (issue)                     (issue)
```